# Somniosus
Somniosus Lesueur, 1818 é um género de tubarões esqualiformes de profundidade, com distribuição natural muito alargada, pertencentes à família Somniosidae. Algumas das espécies integradas neste género atingem grande longevidade e até 7 m de comprimento corporal, o que as inclui entre os maiores tubarões. O género tem presença conhecida no registo fóssil desde o Mioceno ao presente.

## Espécies
O género Somniosus inclui as seguintes espécies:
- Somniosus antarcticus Whitley, 1939
- Somniosus longus (Tanaka, 1912)
- Somniosus microcephalus (Bloch & J. G. Schneider, 1801)
- Somniosus pacificus Bigelow & Schroeder, 1944
- Somniosus rostratus (A. Risso, 1827)
- Somniosus sp.A Not yet described